# Кастельпланио
Кастельпланио (итал. Castelplanio) — коммуна в Италии, располагается в регионе Марке, в провинции Анкона.
Население составляет 3439 человек (2008 г.), плотность населения составляет 221 чел./км². Занимает площадь 15 км². Почтовый индекс — 60031. Телефонный код — 0731.
Покровителем коммуны почитается святой Иосиф Обручник, празднование 24 апреля.

## Демография
Динамика населения:

## Администрация коммуны
- Официальный сайт: http://www.comune.castelplanio.an.it